# Aphanamixis borneensis
Aphanamixis borneensis är en tvåhjärtbladig växtart som beskrevs av Hermann August Theodor Harms. Aphanamixis borneensis ingår i släktet Aphanamixis och familjen Meliaceae. Inga underarter finns listade i Catalogue of Life.